# Villanueva de Ávila
Villanueva de Ávila är en kommun i Spanien.   Den ligger i provinsen Provincia de Ávila och regionen Kastilien och Leon, i den centrala delen av landet, 90 km väster om huvudstaden Madrid. Antalet invånare är 252. Arean är 21,0 kvadratkilometer.
Terrängen i Villanueva de Ávila är huvudsakligen kuperad, men den allra närmaste omgivningen är platt.